# تپه شیخی چهار
تپه شیخی چهار مربوط به سدهٔ ۷ تا ۱۱ ه.ق است و در شهرستان زابل، بخش مرکزی، دهستان بنجار، ۱/۱ کیلومتری جنوب شرق روستای شیخی واقع شده و این اثر در تاریخ ۲ مرداد ۱۳۸۷ با شمارهٔ ثبت ۲۳۰۵۹ به‌عنوان یکی از آثار ملی ایران به ثبت رسیده است.